# 安德烈·克劳奇

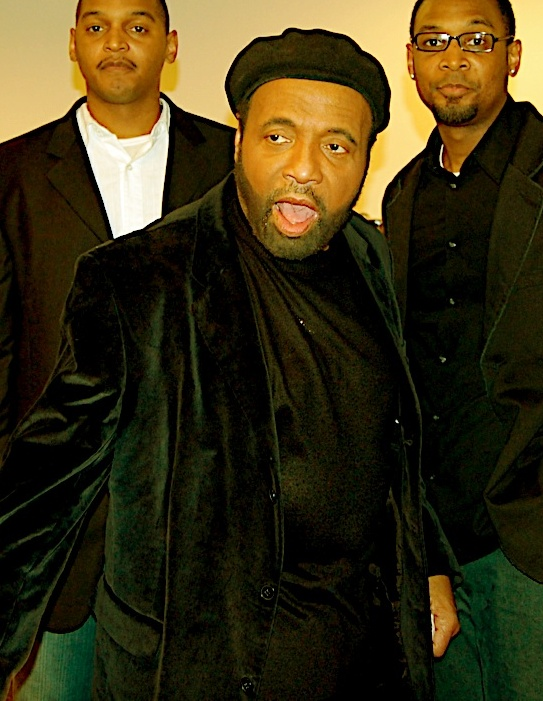
安德烈·克劳奇

安德拉埃·爱德华·克劳奇 (1942年7月1日 – 2015年1月8日）是一位美国福音音乐歌手、词曲作者、编曲者、唱片制作人和牧师 。他曾獲得七项葛萊美獎，好莱坞星光大道上有一颗以他為名的星星。 